# Haynal Imre
vitéz váradi Haynal Imre Géza Jenő Mária (Beszterce, 1892. november 12. – Budapest, 1979. február 3.) Kossuth-díjas (1957) magyar orvos, belgyógyász, endokrinológus és egyetemi tanár.

## Élete
Váradi Haynal Géza Imre Sándor közegészségügyi főfelügyelő (1860–1938) és Zareczky Marianna fia. A besztercei evangélikus gimnáziumban érettségizett, oklevelét a kolozsvári egyetemen szerezte meg (1915), háborús frontszolgálat után Budapesten a Korányi Sándor vezette belklinikán dolgozott (1919–34), közben Bécsben és Londonban szakosodott, majd magántanári képesítést szerzett; 1938-ban egyetemi rendkívüli tanár lett. Eközben 1922. július 22-én Budapesten, Ferencvárosban házasságot kötött Nagy Margittal, Nagy László és Domahidy Erzsébet lányával.
Pályájának jelentős része fűződik Kolozsvárhoz, 1940-től a belgyógyászat nyilvános rendes tanára az egyetem orvosi karán. A német megszállás alatt az üldözött román és zsidó lakosság védelmére sietett, klinikáján több száz embert rejtegetett a deportálás elől. Életrajzi vázlatában maga jegyzi meg: „Igyekeztem Erdély népeinek békés együttélését szolgálni s az üldözötteket tőlem telhetőleg megvédeni.” 1944 őszén mint az orvosi kar dékánja Miskolczy Dezső rektorral együtt megtagadta az egyetem kiürítésére kiadott parancsot, s az 1944–45-ös tanévben folytatta előadásait. A Magyar Tudományos Akadémia rendes tagjává választotta (1946), s visszatért Budapestre, ahol nyugalomba vonulásáig (1963) továbbra is tudományos tevékenységet fejtett ki. 1998-ban a Világ Igaza címmel tüntették ki.
Érdeklődése főleg a kardiológia és endokrinológia kérdéseire irányult. Kutatási eredményei az inzulin hatásáról az ép és kóros szívizomra, a máj és tüdő szerepéről a szív telítődésében és a vér elosztásában, a policitémia és a poliglobulia kórszármazásáról, a szívroham mechanizmusáról magyar, német, angol, francia szakfolyóiratokban jelentek meg. Az Erdélyi Múzeum-Egyesület orvostudományi szakosztályának értesítőjében 1942 és 1945 között több tanulmánya foglalkozott a vérkeringési rendszer elégtelenségeivel, a pajzsmirigy kiirtásának tehermentesítő hatásával szívbetegek keringési rendszerére, a máj és lép megbetegedéseivel, a Banti-kór elterjedtségével és tünettanával.
Átfogó műve: A szív és a vérerek betegsége (Budapest, 1938).

## Emlékezete
Az 1962-ben alapított Orvostovábbképző Intézetet 1993-ban Haynal Imre Egészségtudományi Egyetemmé nevezték át, majd 2001-ben a Semmelweis Orvostudományi Egyetem, a Testnevelési Főiskola és a Haynal Imre Egészségtudományi Egyetem egyesüléséből létrejött egy új integrált intézmény, a Haynal Imre Egészségtudományi Kar (HIETE).